# بهارادواجا
بهارادواجا ( به سنسکریت: भरद्वाज ،Bharadvāja، همپنین «Bharadwaja» نیز نوشته می شود) یکی از حکیمان ودایی مورد احترام در هند باستان بود. او دانشمند، اقتصاددان، ادیب و پزشک نامی بود. همچنین یکی از ساپتریشی ها (هفت حکیم بزرگ یا ماهارشی ها) است.
کمک های او به ادبیات هند باستان، به ویژه در کتاب ریگ ودا بینش قابل توجهی از جامعه هند باستان به ما ارائه می دهد. او همراه با خانواده و شاگردانش نویسندگان کتاب ششم ریگودا بودند. در حماسه ماهاباراتا، بهارادواجا  پدر آموزگار (گورو) دروناکاریا بود.

## واژه شناسی
بهارادواجا یک واژه سانسکریت مرکب است. دو واژه «بهاراد» و «واجا»  در کنار هم «ارمغان آورنده خوراک» معنی می دهد.

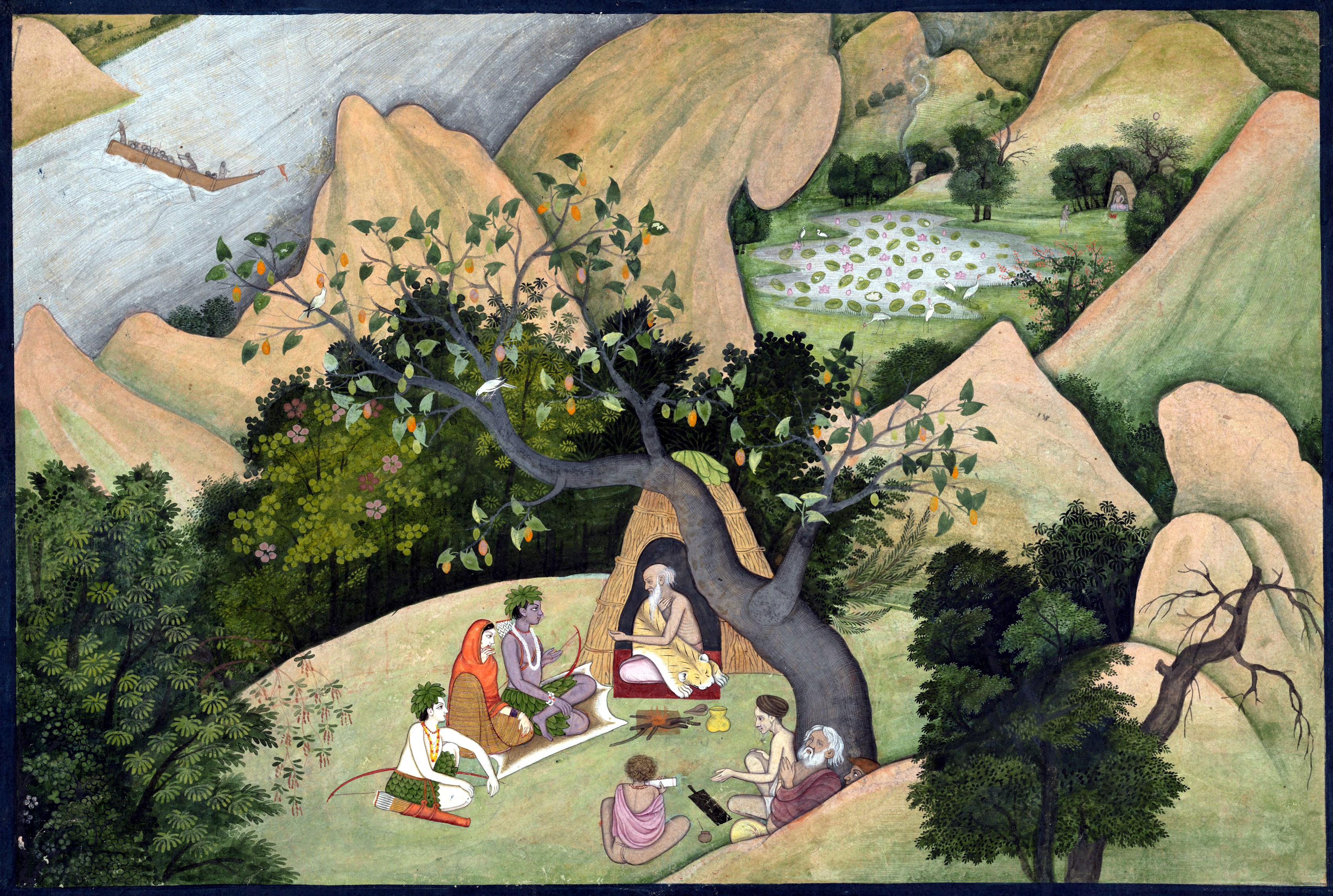
نقاشی کشیده شده در قرن هجدهم. حکیم بهارادواجا در کنار راما، سیتا و لاکشمانا